# 雅江県
雅江県（がこう-けん、ニャクチュ、nyag chu、亜曲喀）は中国四川省カンゼ・チベット族自治州南部に位置する県。ニャクチュとはチベット語で「河口」を意味する。歴史的に雅礱江の重要な渡し場であったことから県名が名付けられた。東西に貫く川蔵公路（318国道）をはじめ、雅道公路や雅新公路などの幹線が交わる。

## 地理
チベット高原の東南の縁に属し大雪山脈が県内を走っており、県内のほとんどは山地で海抜が3,000mを超える。海抜5,000mを超える高山も35つある。雅礱江のほか、その支流が県を北西から南へ流れる。

## 歴史
かつては吐蕃の勢力圏であった。清の康熙五十八年（1719年）、河口鎮の場所に雅礱江の渡し場が作られ兵が駐屯し軍事上の要地となった。清の末期、世襲の土司を通じた間接支配から県を置く直接支配へと転換がはかられ、1908年に河口県が置かれ、さらに民国3年（1914年）に雅江県となった。

## 民族
民族構成ではチベット族が多数であり、県の4万の人口のうち3万人を占める。その他の民族は漢族、回族、イ族、羌族など。

## 行政区画
| 区分 | 数 | 名称                                                           |
| ---- | -- | -------------------------------------------------------------- |
| 鎮   | 5  | 河口 呷拉 西俄洛 麻郎措 波斯河                                 |
| 郷   | 11 | 紅龍 八角楼 普巴絨 祝桑 米龍 八衣絨 牙衣河 徳差 柯拉 瓦多 木絨 |

## 経済
マツタケの一大生産地であり、中国食用菌協会から「中国マツタケの郷」の称号を授与されている。雅江県のマツタケは、標高3,500mを超えるクヌギ林から産出されるもので、年間生産量は1,000tに達する。

## 交通

### 道路
国道
- G318国道

## 健康・医療・衛生
- 雅江県人民医院